# Aspilota parallela
Aspilota parallela är en stekelart som beskrevs av Fischer 1971. Aspilota parallela ingår i släktet Aspilota och familjen bracksteklar. Inga underarter finns listade.